# Agnes de Mille Dance Theatre
L'Agnes de Mille Dance Theatre  è stata una compagnia di danza, che fece il giro degli Stati Uniti dal 1953 al 1954, sotto l'egida del produttore Sol Hurok.

## Storia
La compagnia ha offerto una panoramica della coreografia di Agnes de Mille all'epoca, con l'aggiunta di Short Lecture & Demonstration on the Evolution of Ragtime di Anna Sokolow (musicato da Billy Taylor) e di Razamatazz di Danny Daniels (musicato da Jelly Roll Morton). Oltre a molti dei primi pezzi della de Mille, la compagnia ha eseguito il valzer di Bloomer Girl ed i balletti basati sulle danze originali di Brigadoon (Ballad, successivamente rielaborato come Bitter Weird) e Paint Your Wagon (Gold Rush, trasmesso alla televisione nel 1958 con Gemze de Lappe , James Mitchell e Sono Osato). Non esiste alcuna registrazione visiva del repertorio completo, sebbene esista un filmato d'archivio di Ballad e il finale, "Hell on Wheels - 1863".
C'erano venti artisti nella compagnia, molti dei quali avevano già lavorato per de Mille. I ballerini principali erano i preferiti della de Mille, James Mitchell, Gemze de Lappe e Lidija Franklin, con i ruoli secondari occupati da Virginia Bosler, ballerina di tip-tap e il coreografo Danny Daniels, Loren Hightower, lo specialista nella danza scozzese James Jamieson, Bunty Kelley, Casimir Kokic, Evelyn Taylor e Dusty Worrall. L'ensemble e i sostituti erano Edmund Balin, Robert Calder, Eleanor Fairchild, Jean Houloose, Alfa Liepa, Mavis Ray e Lizanne Truex. Rufus Smith e Raimonda Orselli erano i cantanti.
Nel 1974 la de Mille ricrea la compagnia come Agnes de Mille Heritage Dance, in associazione con la School of the Arts dell'Università della Carolina del Nord. Mel Tomlinson era il ballerino principale del rinnovato Heritage Dance Theatre.